# Всё идёт по плану (альбом)
«Всё идёт по пла́ну» (укр. Все йде за планом) — восьмий офіційний альбом гурту «Гражданская оборона». Перший із серії альбомів 1988 року. Як і на альбомах попереднього, 1987 року, Єгор Лєтов грав на всіх інструментах самостійно. У 2007 році альбом був поряд з іншими перевиданий на лейблі «Мистерия звука» з бонус-треками невиданого раніше матеріалу. На лицьовій обкладинці перевидання альбому 2007 року Лєтов використовував картину Макса Бекманна «Ніч».
У 1992 році була випущена однойменна подвійна грамплатівка, що містить матеріал трьох альбомів 1988 року — «Всё идет по плану», «Так закалялась сталь» та «Боевой стимул».

## Історія створення
Цикл альбомів «Всё идет по плану», «Так закалялась сталь» та «Боевой стимул» народився після вимушеного поневіряння Лєтова і Янки Дягілєва по країні. Майже всі пісні, що увійшли в дані альбоми, були написані під час цих мандрів.
Взимку 1988 Єгор Лєтов приблизно на два тижні таємно повертається в Омськ і поодинці приступає до запису. Костянтин Рябінов (Кузя УО) на той час вже повернувся з армії, але був деморалізований «після славних чарівних бойконурських буднів».

## Запис
Всі три альбоми були записані в вкрай стислі терміни (12–22 січня), чим Лєтов і пояснював низьку якість запису. Також йому не вистачало магнітної стрічки і все «зайве» тут же перезаписувати.
Запис вівся шляхом накладень партій інструментів один на одного. У перший день записувалися ударні, в другій — бас і ритм-гітари, в наступні півтора дня — голос одночасно з партією соло-гітари. Назва альбому дала композиція «Всё идет по плану», що згодом стала однією з найвідоміших пісень Єгора Лєтова. В її записі взяли участь Олег Судаков (Манагер) і Костянтин Рябінов. Текст пісні «Лес» був написаний Лєтовим спільно з Олегом Судакова.
Альбом відкривається записом дзвону курантів, після чого Лєтов декламує вірш «Какое небо» з рядками «А небо всё точно такое же, как если бы ты не продался», написане ним після пропозиції співпрацювати з КДБ. Ці ж рядки завершують альбом, після композиції «Фінал», в якій звучить мелодія гімну СРСР.
У 2001 році Єгор Лєтов за допомогою Сергія Лєтова та Наталії Чумакової провів ремастеринґ запису в своїй студії. Альбом був перевиданий на лейблі «ХОР Рекордз» (каталожний номер HCD-031a).

## Список композицій
Автор музики і слів Єгор Лєтов, окрім № 12 та № 25. 
| #   | Назва                                    | Тривалість |
| --- | ---------------------------------------- | ---------- |
| 1.  | «Пролог»                                 | 0:52       |
| 2.  | «Какое небо»                             | 0:34       |
| 3.  | «Система»                                | 2:28       |
| 4.  | «Иуда будет в раю»                       | 1:57       |
| 5.  | «Своё говно не пахнет»                   | 1:20       |
| 6.  | «Продолжая продолжать»                   | 1:19       |
| 7.  | «Повезло»                                | 1:55       |
| 8.  | «Общество „Память“»                      | 1:43       |
| 9.  | «Лапша»                                  | 0:10       |
| 10. | «Второй эшелон»                          | 1:47       |
| 11. | «Человек человеку - волк»                | 1:52       |
| 12. | «Лес» (текст - Єгор Лєтов, Олег Судаков) | 2:32       |
| 13. | «Суицид»                                 | 2:43       |
| 14. | «Государство»                            | 2:10       |
| 15. | «Однажды»                                | 0:04       |
| 16. | «Всё идёт по плану»                      | 4:59       |
| 17. | «Финал»                                  | 1:11       |
| 18. | «Вот какое небо»                         | 0:08       |

| Бонус-треки на перевиданні 2007 року | Бонус-треки на перевиданні 2007 року             | Бонус-треки на перевиданні 2007 року |
| #                                    | Назва                                            | Тривалість                           |
| ------------------------------------ | ------------------------------------------------ | ------------------------------------ |
| 19.                                  | «Солдатами не рождаются»                         | 2:32                                 |
| 20.                                  | «За*бись»                                        | 1:45                                 |
| 21.                                  | «Тишина»                                         | 0:30                                 |
| 22.                                  | «Анархия»                                        | 1:16                                 |
| 23.                                  | «Амнезия»                                        | 2:32                                 |
| 24.                                  | «В сумасшедшем доме»                             | 0:21                                 |
| 25.                                  | «Лето прошло» (текст - Єгор Лєтов, Олег Судаков) | 0:21                                 |
| 26.                                  | «Колыбельная»                                    | 1:13                                 |

## Учасники запису
- Єгор Лєтов — вокал, соло-гітара, ритм-гітара, бас, ударні
- Костянтин «Кузя УО» Рябінов та Олег «Манагер» Судаков — голосу, волання та інший шум в кінцівці «Всё идет по плану»

### Оцінки альбому
Пісня «Общество „Память“» зі словами «Мы призываем крестом и мечом: вешай жидов и Россию спасай», присвячена Національно-патріотичному фронті «Пам'ять», багатьма слухачами сприймалася літерально і слугувала причиною звинувачень Єгора Лєтова в антисемітизмі, зокрема зі сторони Михайла Козирева, мотивованого небажанням ставити в етер «Наше радио» (очолюваного ним до 2005 року) композиції Гражданская оборона рядками з цієї пісні. В інтерв'ю 1990 року Лєтов так згадав про антисемітські настрої:
<…> Єврей стає вже не національним ворогом, він став метафізичним, який може бути будь-якої національності. Тобто ми з тобою цілком євреями можемо стати. От і все. Спочатку вони будуть воювати проти нас, скільки б нас не залишилося. А нас можна буде вже по пальцях перелічити. Згодом у них станеться який-небудь розкол, і вони будуть один одного нищити, жерти. Це все, це взагалі-то кінець.
— Інтерв'ю з Єгором Лєтовим. Напад — Найкраща «Оборона».